# Premi Xerais
El Premi Xerais és un premi literari que concedeix l'editorial Edicións Xerais de Galícia des de 1984 a una novel·la escrita en gallec. A partir de 1988 el jurat del premi va incloure lectors no professionals i el lliurament del premi es realitza en una ciutat diferent conjuntament amb el Premi Merlín de literatura infantil i juvenil. A partir de l'edició de 2006, el guardó es va acompanyar també del Caixa Galícia de literatura juvenil, de manera que el Merlín va quedar restringit a la infantil. A més, l'editorial concedeix un premi Xerais a la cooperació en la labor editorial.
El premi, que és únic i pot quedar desert, està dotat amb 15.000 euros en l'actualitat. En la primera edició tenia una quantia de 500.000 pessetes (3.000 euros). La data de lliurament sol ser en la setmana de la festivitat del Sant Joan, en el solstici d'estiu.

## Guanyadors
- 1984: Crime en Compostela (Carlos González Reigosa).
- 1985: As horas de cartón (Lois Xosé Pereira).
- 1986: No ano do cometa (Xoán Bernárdez Vilar).
- 1987: Para despois do adeus (Xosé Ramón Pena).
- 1988: O bosque das antas (Francisco Xosé Fernández Naval).
- 1989: Galván en Saor (Darío Xohán Cabana).
- 1990: As baleas de Eduardo Reinoso (Alfonso Álvarez Cáccamo).
- 1991: Agosto do 36 (Xosé Fernández Ferreiro).
- 1992: O infortunio da soidade (Xosé Carlos Caneiro).
- 1993: Desert
- 1994: O cervo na torre (Darío Xohán Cabana).
- 1995: Unha noite con Carla (Aníbal Malvar).
- 1996: A velocidade do frío (Manuel Seixas).
- 1997: Manancial (Xavier Manteiga).
- 1998: Morning Star (Xosé Miranda).
- 1999: Pensa nao (Anxo Angueira). Entregat a Mondariz-Balneario.
- 2000: Expediente Artieda (Luís Rei Núñez). Entregado en Santiago de Compostela.
- 2001: Teoría do caos (Marilar Aleixandre). Entregado en Ribadeo.
- 2002: Concubinas (Inma López Silva). Entregat a Allariz.
- 2003: Casa Skylab (Santiago Jaureguizar). Entregat a Betanzos.
- 2004: O exiliado e a primavera (Manuel Veiga Taboada). Entregat a Vigo. En aquesta edició el premi anava a lliurar-se a l'Illa de San Simón, però l'enfonsament del pesquer Badia, amb base a Cesantes, uns dies abans, va fer que es mogués el lliurament a Vigo, en senyal de dol.
- 2005: Herba moura (Teresa Moure). Entregat a l'illa de San Simón.
- 2006: Tres segundos de memoria (Diego Ameixeiras). Entregat a l'illa de San Simón.
- 2007: Cardume (Rexina Rodríguez Vega). Entregat a l'illa de San Simón.
- 2008: O xardín das pedras flotantes (Manuel Lourenzo González).
- 2009: Sol de inverno (Rosa Aneiros).
- 2010: Periferia (Iolanda Zúñiga).
- 2011: Extramunde (Xavier Queipo).
- 2012: Tonas de laranxa (María Lorenzo Miguens i Manuel Lorenzo Baleirón).
- 2013: Cadeas (Xabier López López).
- 2014: Dende o conflito (María Reimóndez).
- 2015: De remate (Héctor Cajaraville).
- 2016: A ira dos mansos (Manuel Esteban).
- 2017: A arte de trobar (Santiago Lopo).
- 2018: Besta do seu sangue (Emma Pedreira).
- 2019: Shanghai a Barcelona (Amador Castro Moure).
- 2020: Coidadora (María Marco Covelo).
- 2021: Os seres queridos (Berta Dávila).
- 2022: A culpa (María Solar).